# Mpho Osei Tutu
Mpho Osei Tutu (nacido el 31 de diciembre de 1981) es un actor y locutor sudafricano nacido en Francia de ascendencia ghanesa-mosotho.

## Biografía
Tutu nació el 31 de diciembre de 1981 en París, Francia, de padre ghanés y madre mosotho. Ha vivido en distintos países como Lesoto, Francia, Inglaterra, Togo y Ghana. Comenzó a trabajar en el teatro a la edad de ocho años. Obtuvo una licenciatura (con honores) en Arte Dramático de la Universidad de Wits.

## Carrera profesional
Debutó en teatro y posteriormente se unió a la televisión, actuando en varias comedias de situación como Kota Life Crisis, High Rollers y Samsokolo; por la que fue nominado a Mejor Actor en Comedia de televisión en los SAFTA 2014. Luego interpretó a 'Desmond' en la serie Home Affairs nominada al Emmy internacional. Luego apareció con el papel de 'Bomba' en el largometraje A Million Colors, por la cual fue nominado a Mejor Actor de Reparto en un Largometraje en los SAFTA 2013. También ha sido un locutor en varias estaciones de radio.
También trabajó como guionista de la serie de televisión Ses Top La, Tempy Pushas, My Perfect Family donde fue nominado a Mejor Escritor en una Comedia de televisión en los SAFTA 2014, así como Rhythm City que ganó la misma categoría en las SAFTA 2009. En 2010, escribió Hopeville y fue nominado para un Premio Emmy Internacional en 2010. También se destacó como director con las películas Zone 14, Ga Re Dumele 4 y Kota Life Crisis.
En agosto de 2020, protagonizó la película Serively Single codirigida por Katleho y Rethabile Ramaphakela, estrenada el 31 de julio de 2020 en Netflix.

## Filmografía parcial
| Año  | Título       | Rol                    | Tipo                | Ref. |
| ---- | ------------ | ---------------------- | ------------------- | ---- |
| 2018 | The imposter | Gary Mokoena o Tebogo  | Serie de televisión |      |
| 2020 | Black Tax    | Pastor Miles           | Serie de televisión |      |
| 2020 | Solterísima  | Recepcionista de hotel | Película            |      |

## Vida privada
Se casó con la actriz, comediante y escritora Tumi Morake el 28 de noviembre de 2009. La pareja tiene tres hijos.